# 上原げんと
上原 げんと（うえはら げんと、1914年（大正3年）12月28日 - 1965年（昭和40年）8月13日）は、昭和期の日本の作曲家。弟も同じく作曲家の上原賢六。

## 経歴
- 青森県西津軽郡木造町出身。（現つがる市木造）（本名：上原治左衛門）実家は蓄音機店。
- 1936年（昭和11年）から、演歌師などをしながら全国放浪をする。
- 1938年（昭和14年）2月、歌手の岡晴夫と組み、「国境の春」でキングレコードからデビュー。
- その後も、岡晴夫の黄金期を支える作曲家として数々の曲を作曲する。
- 戦後はコロムビアレコードに移籍し、美空ひばり、初代コロムビア・ローズ、島倉千代子などに曲を提供する。
- 作詞家・石本美由起もコロムビアレコードに移籍させコンビを組む。
- 1965年（昭和40年）8月13日、避暑地に向かう車中で心筋梗塞を発症し急死。50歳没。墓所は東京都八王子市の東京霊園。
- 没後、地元のつがる市内で『上原げんと杯争奪のど自慢大会』が開催され、2023年（令和5年）時点で45回目を数えている[1]。

## 代表曲
- 『国境の春』（昭和14年2月）［松村又一作詞、歌：岡晴夫］
- 『上海の花売娘』（昭和14年5月）［川俣栄一作詞、歌：岡晴夫］
- 『港シャンソン』（昭和14年8月）［内田つとむ作詞、歌：岡晴夫］
- 『広東の花売娘』（昭和15年1月）［佐藤惣之助作詞、歌：岡晴夫］
- 『南京の花売り娘』(昭和15年3月)［佐藤惣之助作詞、歌：岡晴夫］
- 『みんな背嚢に詰めて』(昭和15年11月)［加藤芳雄作詞、歌：岡晴夫］
- 『パラオ恋しや』（昭和16年7月）［森地一夫作詞、歌：岡晴夫］
- 『花の広東航路』（昭和16年8月）［佐藤惣之助作詞、歌：岡晴夫］
- 『艦上日記』（昭和18年3月）［武内俊子作詞、歌：岡晴夫］
- 『支那の空支那の水』(昭和18年10月［佐藤惣之助作詞、歌：岡晴夫］
- 『アラカンの夜明け』（昭和18年12月）［大倉芳郎作詞、歌：岡晴夫］
- 『ニュー・トーキョー・ソング』（昭和21年3月）［清水七郎作詞、歌：岡晴夫］
- 『ジープは走る』（昭和21年3月）［吉川静夫作詞、歌：鈴村一郎］
- 『東京の花売娘』（昭和21年6月）［佐々詩生作詞、歌：岡晴夫］
- 『長崎シャンソン』（昭和21年8月）［内田つとむ作詞、歌：樋口静雄］
- 『流れの旅路』（昭和23年6月）［吉川静夫作詞、歌：津村謙］
- 『波止場シャンソン』(昭和23年10月)［内田つとむ作詞、歌：小畑実］
- 『港ヨコハマ花売り娘』(昭和24年2月)［矢野亮作詞、歌：岡晴夫］
- 『薔薇を召しませ』（昭和24年6月）［石本美由起作詞、歌：小畑実］
- 『男の涙』(昭和24年8月)［高橋掬太郎作詞、歌：岡晴夫］
- 『涙の小花』(昭和24年8月)［高橋掬太郎、歌：岡晴夫］
- 『マドロスの唄』（昭和24年10月）［松村又一作詞、歌：岡晴夫］
- 『アンコ可愛や』(昭和24年11月)［松村又一作詞、歌：岡晴夫］
- 『憧れのブルーハワイ』(昭和25年6月)［松村又一作詞、岡晴夫］
- 『パラオの真珠採り』(昭和25年6月)［石本美由紀作詞、歌：瀬川　伸
- 『私は街の子』（昭和26年1月）［藤浦洸作詞、歌：美空ひばり］
- 『ひばりの花売娘』（昭和26年1月）［藤浦洸作詞、歌：美空ひばり］
- 『赤い椿の港町』(昭和26年2月)［西条八十作詞、歌：霧島昇］
- 『霧の港のノスタルジア』(昭和26年2月)［西条八十作詞、歌：二葉あき子］
- 『涙の娘浪曲師』(昭和26年7月)［石本美由紀作詞、歌：永田とよ子］
- 『ニコニコ音頭』(昭和26年8月)［福田伝吉作詞、歌：霧島昇　久保幸江］
- 『娘十九はまだ純情よ』（昭和27年4月）［西條八十作詞、歌：初代コロムビア・ローズ］
- 『歌比べ荒神山』(昭和27年9月)［那珂零吉作詞、歌：永田とよ子　川田晴久］
- オロチョンの火祭り(昭和27年9月)［石本美由紀作詞、歌：伊藤久男］
- 『伊豆の佐太郎』（昭和27年12月）［西條八十作詞、歌：高田浩吉］
- 『君は心の白椿』(昭和28年1月)［石本美由紀作詞、歌：霧島昇］
- 『アジャパー天国』(昭和28年3月)［石本美由紀作詞、歌：伴淳三郎　泉友子
- 『泣くな小島のかもめ鳥』(昭和28年4月)［中村初則作詞、歌：霧島昇］
- 『ひばりのマドロスさん』（昭和29年2月）［石本美由起作詞、歌：美空ひばり］
- ブラジルの太鼓(昭和29年2月)［石本美由紀作詞、歌：伊藤久男］
- 『五十三次待ったなし』(昭和29年8月)［西条八十作詞、歌：高田浩吉］
- 『お夏清十郎』昭和29年11月［石本美由紀作詞、歌：美空ひばり］
- 『渡り鳥いつ帰る』（昭和30年1月）［石本美由起作詞、歌：初代コロムビア・ローズ］
- 『白鷺三味線』（昭和30年1月）［西條八十作詞、歌：高田浩吉］
- 『波の子守歌』(昭和30年2月)［石本美由紀作詞、歌：美空ひばり］
- 『あの日の船はもう来ない』(昭和30年4月)［西沢爽、歌：美空ひばり］
- 『逢いたかったぜ』（昭和30年7月）［石本美由起作詞、歌：岡晴夫］
- 『君はマドロス海つばめ』(昭和31年11月)［石本美由紀、歌：美空ひばり］
- 『逢いたいなアあの人に』（昭和32年1月）［石本美由起作詞、歌：島倉千代子］
- 『美貌の都』(昭和32年2月)［西条八十作詞、歌：宝田明］
- 『港町十三番地』（昭和32年5月）［石本美由起作詞、歌：美空ひばり］
- 『東京のバスガール』（昭和32年9月）［丘灯至夫作詞、歌：初代コロムビア・ローズ］
- 『忘れ得ぬ人』（昭和32年12月）［石本美由起作詞、歌：島倉千代子］
- 『十代の恋よさようなら』(昭和33年2月)［石本美由紀作詞、歌：神戸一郎］
- 『銀座九丁目水の上』（昭和33年5月）［藤浦洸作詞、歌：神戸一郎］
- 『みなし子つばめ』(昭和34年1月)［石本美由紀作詞、歌：美空ひばり］
- 『江戸っ子寿司』(昭和34年12月)［西条八十作詞、歌：美空ひばり］
- 『素敵な今夜』（昭和35年10月）［西沢爽作詞、歌：美空ひばり］
- 『糸満かもめ』(昭和38年3月)［石本美由紀作詞、歌：畠山みどり］

## 上原作品でデビューした歌手
- 岡晴夫
- 若原一郎
- コロムビア・ローズ（初代、二代目）
- 神戸一郎（十代の恋よさようなら）でデビュー
- 宝田明
- 松山まさる（現・五木ひろし）（新宿駅から）でデビュー
- 村岡十九夫（作曲家・上村晴男、上村張夫）
- 松方弘樹（俳優）門下生